# Französische Frauenfußballmeisterschaft 1981/82
Die französische Frauenfußballmeisterschaft 1981/82 war die achte Ausspielung dieses Titels nach der offiziellen Anerkennung des Frauenfußballs durch den Fußballverband Frankreichs im Jahr 1970. Die vergleichbaren Wettbewerbe zwischen den Weltkriegen blieben weiterhin inoffiziell, zumal sie von einem reinen Frauensportverband organisiert worden waren.
Die Meisterschaft 1981/82 – eine frankreichweite höchste Liga gab es vor 1992 nicht – wurde in einer Mischung aus Gruppenspiel- und K.o.-Modus ausgetragen; für die Teilnahme an der landesweiten Endrunde mussten sich die Frauschaften zuvor auf regionaler Ebene qualifizieren. Die Vorjahresmeisterinnen von der AS Étrœungt erreichten erneut das Finale, in dem sie auf ihre Dauerrivalinnen dieser Jahre, die Frauen von Stade Reims, trafen. Anders als bei den vorangegangenen drei Aufeinandertreffen der beiden Teams in einem Endspiel gewannen diesmal die Spielerinnen aus der Champagne und holten sich dadurch ihren fünften französischen Meistertitel.

## Vorrunde
Zunächst wurde in sechs Ligen à acht Frauschaften in einer doppelten Punkterunde mit Hin- und Rückspielen jeweils ein Regionalmeister ermittelt. Diese sechs Meister wurden auf zwei Dreiergruppen aufgeteilt, in denen jeder Verein gegen jeden anderen antrat, mit jeweils einem Heim- und einem Auswärtsspiel. Bei Punktgleichheit – es galt die Zwei-Punkte-Regel – gab die bessere Tordifferenz den Ausschlag. Die beiden Gruppenersten qualifizierten sich direkt für das Finale, das in nur einer Begegnung und zudem auf neutralem Platz ausgetragen wurde. Im Falle eines unentschiedenen Spielausgangs kam es nicht zu einer Verlängerung, sondern die Meisterinnen wurden sofort in einem Elfmeterschießen ermittelt.
In den verwendeten Quellen sind keine einzelnen Ergebnisse oder Tabellen der sechs regionalen Ligen zu finden, lediglich Teilnehmer und Gruppensieger (hierunter fett gedruckt) werden genannt.
- Norden: AC Abbeville, AO Boran-sur-Oise, FCF Condé-sur-Noireau, AS Étrœungt, US Fécamp, Fémina OS Hem, FCF Hénin-Beaumont, FC Nieppe
- Mitte: AAJ Blois, US Grauves, ES Juvisy-sur-Orge, US Orléans, Paris Saint-Germain, Stade Reims, VGA Saint-Maur, FC Vitry
- Osten: FC Baldersheim, US Foug, FC Metz, AS Nancy, FR Sessenheim, ASPTT Strasbourg, AS Valentigney, FC Vendenheim
- Südosten: Olympique Beaucaire, SC Caluire Saint-Clair, US Cannes-Bocca, FC Grenoble, FC Lyon, Olympique Marseille, AS Moulins, RC Saint-Étienne
- Südwesten: ES Arpajon, FC Bergerac, ASPTT Bordeaux, US Colomiers, AS Muret, Olympique Royan, AS Soyaux, Toulouse OAC
- Westen: AS Gagnerie, ES La Chevallerais, US Le Mans, US Montfaucon, Stade Quimper, FC Rochefort, CS Saint-Brieuc, EC Tours

## Halbfinal-Gruppen

### Gruppe A
|               | AS Étr | St Qui | AS Soy |
| AS Étrœungt   |        | :      | 2:1    |
| Stade Quimper | 0:0    |        | :      |
| AS Soyaux     | :      | 3:0    |        |

| Pl. | Verein        | Sp | G | U | V | Tore | Pkte. |
| --- | ------------- | -- | - | - | - | ---- | ----- |
| 1.  | AS Étrœungt   | 2  | 1 | 1 | 0 | 2:1  | 3:1   |
| 2.  | AS Soyaux     | 2  | 1 | 0 | 1 | 4:2  | 2:2   |
| 3.  | Stade Quimper | 2  | 0 | 1 | 1 | 0:3  | 1:3   |

### Gruppe B
|                        | SC CSC | FC Met | St. Rei |
| SC Caluire Saint-Clair |        | 2:0    | :       |
| FC Metz                | :      |        | 1:1     |
| Stade Reims            | 2:0    | :      |         |

| Pl. | Verein                 | Sp | G | U | V | Tore | Pkte. |
| --- | ---------------------- | -- | - | - | - | ---- | ----- |
| 1.  | Stade Reims            | 2  | 1 | 1 | 0 | 3:1  | 3:1   |
| 2.  | SC Caluire Saint-Clair | 2  | 1 | 0 | 1 | 2:2  | 2:2   |
| 3.  | FC Metz                | 2  | 0 | 1 | 1 | 1:3  | 1:3   |

## Endspiel
Das Finale fand am 6. Juni 1982 in Moulins statt.
| Stade Reims – AS Étrœungt | 2:1 (1:0) |

Aufstellungen
- Reims: Danielle Vatin (41. Marie-Louise Butzig) – Corinne Baudette, De Babo, Claude Bassler, Rachèle Vilarinho – Christine Scharo, Véronique Roy, Pigeon – Isabelle Musset, Élisabeth Loisel, Nicole Abar
Trainer: Jean-Jacques Souef
- Étrœungt: Sandrine Colombier – Gendre, Sophie Ryckeboer, Marie-Noëlle Warot, Cauchy – Dufrane, Vin, Isabelle Flament – Chantal Prouveur, Couvercelle (68. Carlier), Chantal Pani (41. J. Pani)
Trainer: Daniel Bertrand

Tore
1:0 Musset (33.)

2:0 Musset (72.)

2:1 Dufrane (73.)
Besondere Vorkommnisse
Beide Finalteilnehmer beendeten das Spiel mit einer anderen Torfrau als der, die beim Anpfiff auf dem Rasen gestanden hatte. Kurz vor der Halbzeitpause prallten zunächst Reims’ Danielle Vatin und Étrœungts Stürmerin Chantal Pani so heftig zusammen, dass beide ausgewechselt werden mussten; Vatin wurde durch die 37-jährige Marie-Louise Butzig ersetzt, die dadurch noch einen fünften Meistertitel gewinnen konnte, für Chantal Pani kam ihre Schwester zum Einsatz. Mitte der zweiten Hälfte verletzte sich Sandrine Colombier, deren Position die zweite Torhüterin Carlier einnahm. Allerdings konnte Colombier sich nicht ausruhen, weil Trainer Bertrand sie in den Angriff beorderte und dafür Couvercelle vom Platz nahm.